# Chiesa di Santa Maria Assunta (Pieve Torina)
La chiesa di Santa Maria Assunta è la parrocchiale di Pieve Torina, in provincia di Macerata e arcidiocesi di Camerino-San Severino Marche; fa parte della vicaria di Pieve Torina.

## Storia
L'antica pieve di Santa Maria Assunta, in stile romanico e con la facciata rivolta a nordovest, sorse nel Duecento.
La nuova parrocchiale venne costruita nel 1722 a fianco della suddetta pieve; si scelse però di ruotare la pianta di 180 gradi, in modo tale che la facciata guardasse verso il paese e che fosse al riparo dalle esondazioni.
La chiesa subì diversi danni durante l'evento sismico del 1997; il 20 aprile 1999 venne autorizzata l'esecuzione dei lavori di ripristino, i quali furono poi portati a termine nel 2000. In concomitanza con questo intervento si provvide ad adeguare l'edificio alle norme postconciliari, con la realizzazione dell'ambone e dell'altare rivolto verso l'assemblea.

## Descrizione

### Esterno
La facciata della chiesa, rivolta a sudovest, è suddivisa da una cornice marcapiano in due registri; quello inferiore, tripartito da quattro lesene tuscaniche, presenta al centro il portale d'ingresso, sormontato dal timpano semicircolare, mentre quello superiore, affiancato da due volute, è caratterizzato da una finestra e coronato dal frontone.
Annessi alla parrocchiale sono l'antica pieve e il campanile a base rettangolare; quest'ultimo presenta all'altezza della cella delle monofore lati corti e delle bifore su quelli lunghi.

### Interno
L'interno dell'edificio si compone di un'unica navata voltata a botte, sulla quale si affacciano le cappelle laterali e le cui pareti sono scandite da paraste sorreggenti archi a tutto sesto abbelliti da cartigli in stucco e da fregi fitomorfi; al termine dell'aula si sviluppa il presbiterio, rialzato di un gradino, introdotto dall'arco santo, ospitante l'altare maggiore e chiuso dall'abside.
Qui sono conservate diverse opere di pregio, tra le quali gli affreschi del catino absidale raffiguranti l'Agnus Dei e il Padreterno tra gli angeli e la pala rappresentante la Madonna col Bambino assieme ai Santi e agli Angeli musicanti, eseguita nel 1540 da Giovanni Andrea De Magistris.